# Miltochrista molliculana
Miltochrista molliculana là một loài bướm đêm thuộc phân họ Arctiinae, họ Erebidae.